# Falkenberger Chaussee
Die Falkenberger Chaussee ist eine etwa zweieinhalb Kilometer lange, vierspurige Straße im Berliner Bezirk Lichtenberg in den Ortsteilen Alt- und Neu-Hohenschönhausen. Den Namen trägt die Straße bereits seit dem frühen 19. Jahrhundert. Er geht zurück auf das frühere Dorf und den heutigen Berliner Stadtteil Falkenberg.

## Verlauf und Geschichte
An ihrem westlichen Ende geht sie an der Kreuzung Darßer Straße in die Hansastraße über. Von dieser Kreuzung verläuft sie in nordöstlicher Richtung über den Prerower Platz. Im weiteren Verlauf überquert sie den Berliner Außenring, wo sich der Bahnhof Hohenschönhausen befindet. An ihrem östlichen Ende verschmälert sie sich auf je eine Spur pro Fahrtrichtung und geht dort in die Falkenberger Dorfstraße über.
Wichtig wurde die Straße, als die Regierung der DDR beschloss, auf den Wiesen der umliegenden Dörfer Wartenberg, Falkenberg, Malchow und Hohenschönhausen ein weiteres, großes Wohnviertel zu errichten. Dadurch musste die Straße zum einen verbreitert und zum anderen mussten Gleise für eine neue Straßenbahn verlegt werden. Diese liegen nahezu auf der gesamten Trasse der Straße. Am Ostende der Chaussee befindet sich eine Wendeschleife und die Endhaltestelle für die Bahnen.

## Bauwerke und ein Kulturdenkmal

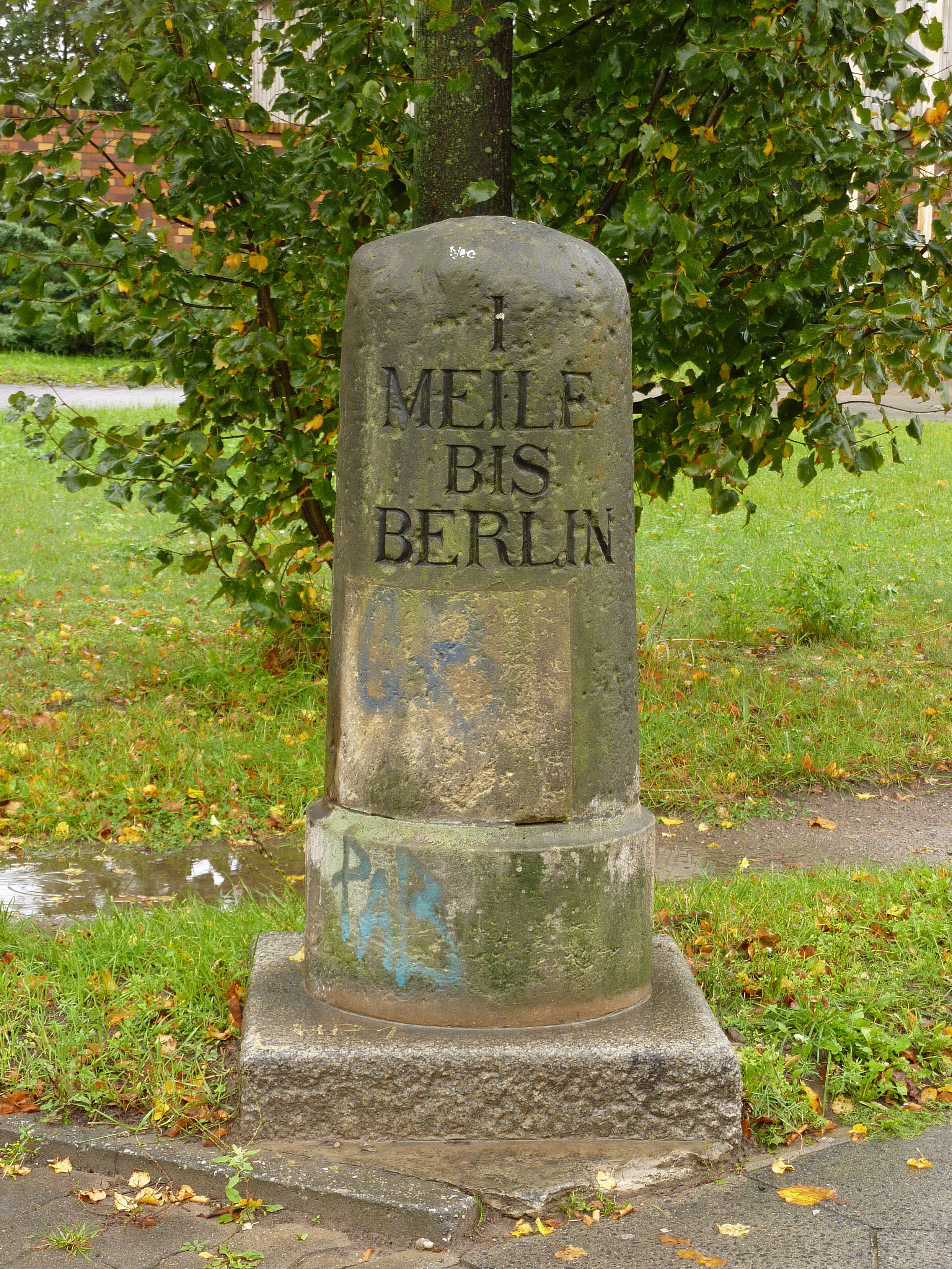
Meilenstein

Besondere Bauwerke an der Straße sind das Linden-Center, ein CineMotion-Kino sowie die in den 1990er Jahren erbaute Kirche zu Wartenberg. Besonders erwähnenswert ist der hier erhaltene preußische Meilenstein mit der Aufschrift „Eine Meile bis Berlin“. Der Rundsockelstein stand von 1813 bis zu seiner Restaurierung im Jahr 1991 am Rand der Falkenberger Straße 83. Im Januar 2011 hatte ihn das Bezirksamt Lichtenberg zum „Denkmal des Monats“ bestimmt.